# ويليام هنري دين
ويليام هنري دين (بالإنجليزية: William Henry Dean)‏ (6 فبراير 1887 بمانشستر في المملكة المتحدة - 2 مايو 1949) هو سباح ولاعب كرة قدم بريطاني (وحمل سابقاً جنسية المملكة المتحدة لبريطانيا العظمى وأيرلندا) في مركز حراسة المرمى، شارك في الألعاب الأولمبية الصيفية 1920. ولعب مع مانشستر يونايتد.

## وصلات خارجية
- ويليام هنري دين على موقع اللجنة الأولمبية الدولية (الإنجليزية)
- ويليام هنري دين على موقع أوليمبيديا (الإنجليزية)
- ويليام هنري دين على موقع اللجنة الأولمبية البريطانية (الإنجليزية)